# Centrum Sportowe Temistoklio
Centrum Sportowe Temistoklio (gr. Θεμιστόκλειο Αθλητικό Κέντρο, Temistoklio Atlitiko Kiendro) – centrum sportowe z halą sportową w miejscowości Kato Polemidia w dystrykcie Limassol.
Centrum powstało w 1998 roku. W maju 2002 roku zostało przejęte przez klub sportowy Anorthosis Famagusta. Obecną nazwę nadano 29 października 2006 roku.
Hala sportowa może być wykorzystywana do rozgrywania meczów w piłce siatkowej i koszykówce, a także innych sportach halowych. W tym obiekcie  swoje mecze rozgrywają zarówno męska, jak i kobieca drużyna siatkarskiej sekcji klubu Anorthosis Famagusta.
Hala ma 2000 miejsc siedzących.